# Kamon
Kamon (hebrejsky כַּמּוֹן, doslova „Kmín“, v oficiálním přepisu do angličtiny Kammon) je vesnice typu společná osada (jišuv kehilati) v Izraeli, v Severním distriktu, v Oblastní radě Misgav.

## Geografie
Leží v nadmořské výšce 525 metrů, v centrální části Dolní Galileji, cca 27 kilometrů východně od břehů Středozemního moře a cca 15 kilometrů na západ od Galilejského jezera. Je situována na vrcholové partii masivu Har Kamon. Na východní straně terén prudce spadá do údolí vádí Nachal Calmon, na severní se svažuje do údolí Bejt ha-Kerem, kterým na úpatí hory protéká vádí Nachal Šezor.
Obec se nachází cca 107 kilometrů severovýchodně od centra Tel Avivu a cca 35 kilometrů severovýchodně od centra Haify. Kamon obývají Židé, přičemž osídlení v tomto regionu je etnicky smíšené. 3 kilometry na sever leží v údolí Bejt ha-Kerem město Rama, které obývají izraelští Arabové a Drúzové. Arabský je i pás měst Dejr Chana, Araba a Sachnin cca 5 kilometrů jižním a jihozápadním směrem. Jediným větším židovským sídlem je zde město Karmiel 6 kilometrů západně od osady. Krajina mezi těmito městskými centry je ovšem postoupena řadou menších židovských vesnic. Smíšené je i osídlení samotného masivu Har Kamon, kde kromě židovských vesnic Kamon a Michmanim leží například i beduínská vesnice Kamane.
Obec Kamon je na dopravní síť napojena pomocí lokální silnice, jež vede z hory Har Kamon do údolí Bejt ha-Kerem, kde východně od města Karmiel ústí do dálnice číslo 85.

## Dějiny
Vesnice Kamon byla založena v roce 1980 v rámci programu Micpim be-Galil, který vrcholil na přelomu 70. a 80. let 20. století a v jehož rámci vznikly v Galileji desítky nových židovských vesnic s cílem posílit židovské demografické pozice v tomto regionu a nabídnout kvalitní bydlení kombinující výhody života ve vesnickém prostředí a předměstský životní styl.
V počáteční fázi obec neměla připojení na vodovod, příjezdová silnice byla jen prašná cesta a elektřinu dodával generátor. Zástavba prvních obyvatel spočívala v mobilních karavanech. Původně mělo jít jen o malou osadu navrženou pro sedm rodin, ale postupně došlo ke stavební expanzi, která z Michmanim učinila běžnou vesnici. Výhledově je obec plánována nyní pro kapacitu 250 rodin.
Ekonomika vesnice je založena na turistických službách. Část obyvatel za prací dojíždí mimo obec. V Kamon je k dispozici zařízení předškolní péče o děti. Základní škola je ve vesnici Gilon. V obci funguje společenské centrum a sportovní areály. Dále je tu knihovna. Většina služeb a občanské vybavenosti je v nedalekém městě Karmiel.

## Demografie
Obyvatelstvo Kamon je sekulární. Podle údajů z roku 2014 tvořili populaci v Kamon Židé - cca 1300 osob (včetně statistické kategorie "ostatní", která zahrnuje nearabské obyvatele židovského původu ale bez formální příslušnosti k židovskému náboženství, cca 1400 osob).
Jde o menší sídlo vesnického typu s dlouhodobě rostoucím počtem obyvatel. K 31. prosinci 2014 zde žilo 1361 lidí. Během roku 2014 populace stoupla o 2,6 %.
| Rok            | 1983 | 1995 | 2001 | 2003 | 2004 | 2005 | 2006 | 2007 | 2008 | 2009 | 2010 | 2011 | 2012 | 2013 | 2014 |
| -------------- | ---- | ---- | ---- | ---- | ---- | ---- | ---- | ---- | ---- | ---- | ---- | ---- | ---- | ---- | ---- |
| Počet obyvatel | 53   | 288  | 489  | 533  | 553  | 563  | 580  | 584  | 610  | 1288 | 1383 | 1303 | 1263 | 1326 | 1361 |